# V344 Carinae
V344 Carinae eller HD 75311, är en ensam stjärna i mellersta delen av stjärnbilden Kölen. Den har en skenbar magnitud av ca 4,50 och är synlig för blotta ögat där ljusföroreningar ej förekommer. Baserat på parallaxmätning inom Hipparcosuppdraget på ca 5,4 mas, beräknas den befinna sig på ett avstånd på ca 610 ljusår (ca 186 parsek) från solen. Den rör sig bort från solen med en heliocentrisk radialhastighet på ca 27 km/s.

## Egenskaper

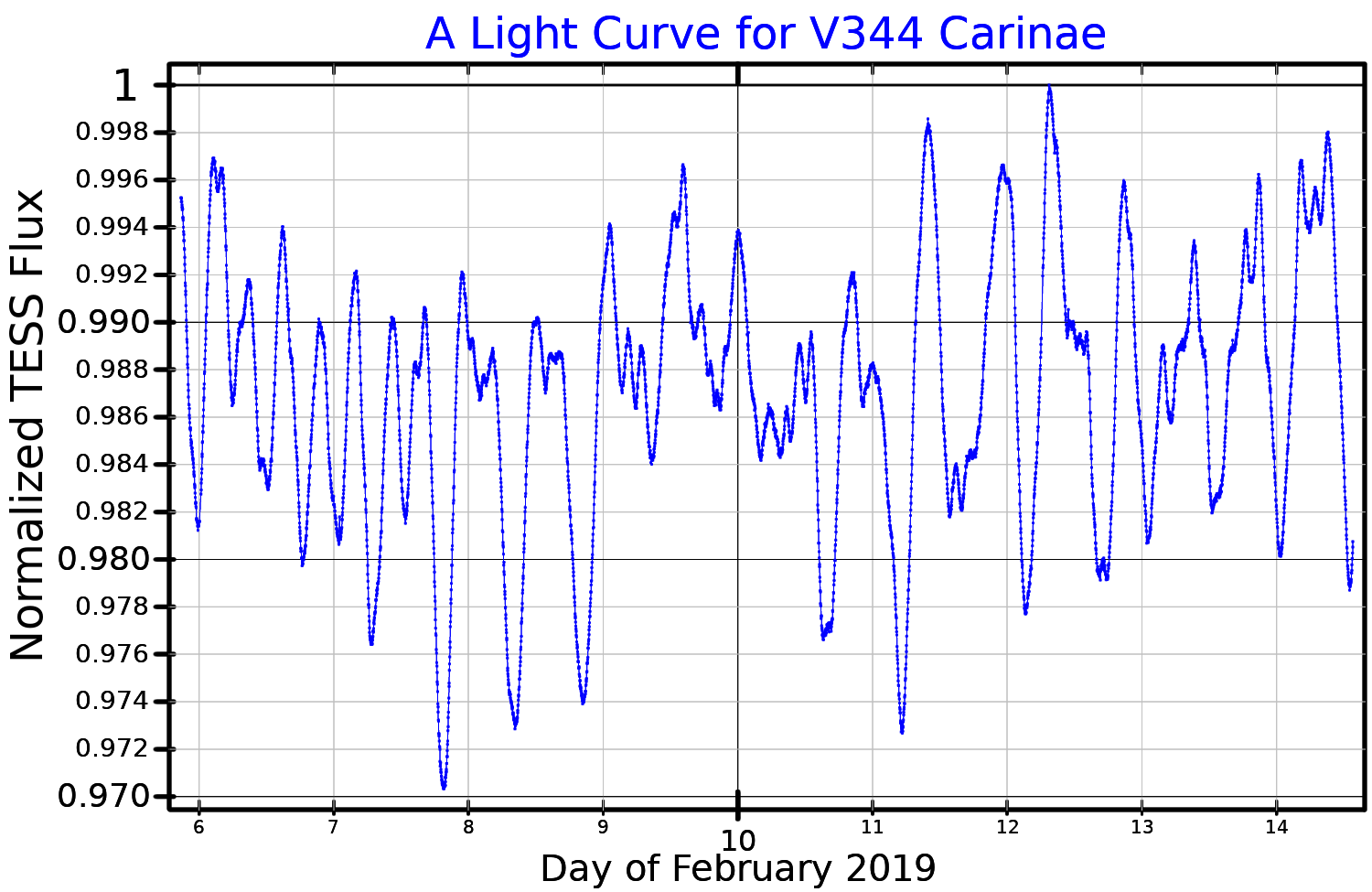
Ljuskurva för V344 Carinae, plottad från TESS-data.

V344 Carinae är en vit till blå stjärna i huvudserien av spektralklass B3 Vn och är en snabbt roterande Be-stjärna som omges av en skiva av het, dekreterad gas. Den har en massa som är ca 7 solmassor, en radie som är ca 3 solradier och har ca 2 300 gånger solens utstrålning av energi från dess fotosfär vid en effektiv temperatur av ca 17 700 K. Stjärnan är 32 miljoner år gammal och roterar med en projicerad rotationshastighet på 268 km/s.

## Variation
V344 Carinae är en fotometriskt variabel Be-stjärna, med en ljusstyrka som sträcker sig från 4,4 ner till 4,51 i visuell magnitud, och har klassificerats som en Gamma Cassiopeiae-variabel. Historiskt nämndes den i Almagest, vilket tyder på att den någon gång runt år 130 f. Kr. var ljusare än dess nuvarande magnitud.